# Burg Birkenfeld
Die Burg Birkenfeld ist eine Burgruine in der Stadt Birkenfeld in Rheinland-Pfalz, Deutschland.

## Geschichte und Namensherkunft
Der Name geht auf eine fränkische Siedlung zurück, die durch ihren Birkenbestand auffiel. Erstmals erwähnt wurde die Siedlung im Jahr 981 in einer Kirchenurkunde, aus der auch hervorgeht, dass es den Ort Birkenfeld bereits um 700 gab. Seinerzeit gehöre das Gebiet zum Erzbistum Trier und wurde durch die Grafen von Sponheim verwaltet. Nach Teilung der Grafschaft 1232 gehörte Birkenfeld zur Hinteren Grafschaft. Sitz der Hinteren Grafschaft war die Burg Starkenburg an der Mosel. Die Burg selbst wurde erst 1293 zum ersten Mal urkundlich als Berkenvelz erwähnt.
Im 13. Jahrhundert kam es zu Auseinandersetzungen zwischen den Erzbischöfen von Trier und den Grafen von Sponheim, die in der ersten Hälfte des 14. Jahrhunderts ihren Höhepunkt erreichten. In diese Zeit fällt auch die erste Erwähnung der Burg Birkenfeld in einer Urkunde vom 26. Februar 1293.
Von 1307 bis 1354 war Balduin von Luxemburg Erzbischof von Trier. Seinerzeit war Loretta, die Witwe des 1322 verstorbenen Heinrich II. Gräfin von Sponheim. Ihr gelang es 1328, Balduin gefangen zu nehmen, um dessen Verzicht auf den Raum Birkenfeld zu erzwingen. Nach fünfwöchiger Gefangenschaft willigte Balduin in den Verzicht ein.
Ihr Sohn und Nachfolger Johann III. heiratete 1331 die Pfalzgräfin Mechthild aus dem Hause Wittelsbach, die eine Urenkelin des früheren deutschen Königs Rudolf von Habsburg und eine Nichte des damals regierenden deutschen Kaisers Ludwig der Bayer war. Wahrscheinlich aus Gefälligkeit für seine Verwandte verlieh dieser Birkenfeld im Jahre 1332 schließlich das Stadtrecht.
Der Amtmann für das damalige Amt Birkenfeld wohnte auf Burg Birkenfeld, während die Grafen ihren Sitz weiterhin auf der Starkenburg hatten.
1417 wurden die Vordere und Hintere Grafschaft unter Johann V. wieder vereinigt. Da Johann V. keine Nachkommen hatte, fiel die Grafschaft nach seinem Tod an seinen Verwandten Graf Friedrich von Veldenz und den Sohn seines verstorbenen badischen Vetters, den Markgrafen Jakob I. von Baden, welche die Herrschaft gemeinsam übernahmen. Nach dem Tod Friedrichs von Veldenz 1444 fiel dessen Erbteil an seinen Schwiegersohn, den Wittelsbacher Stephan von Pfalz-Zweibrücken und später an dessen Sohn Friedrich I.

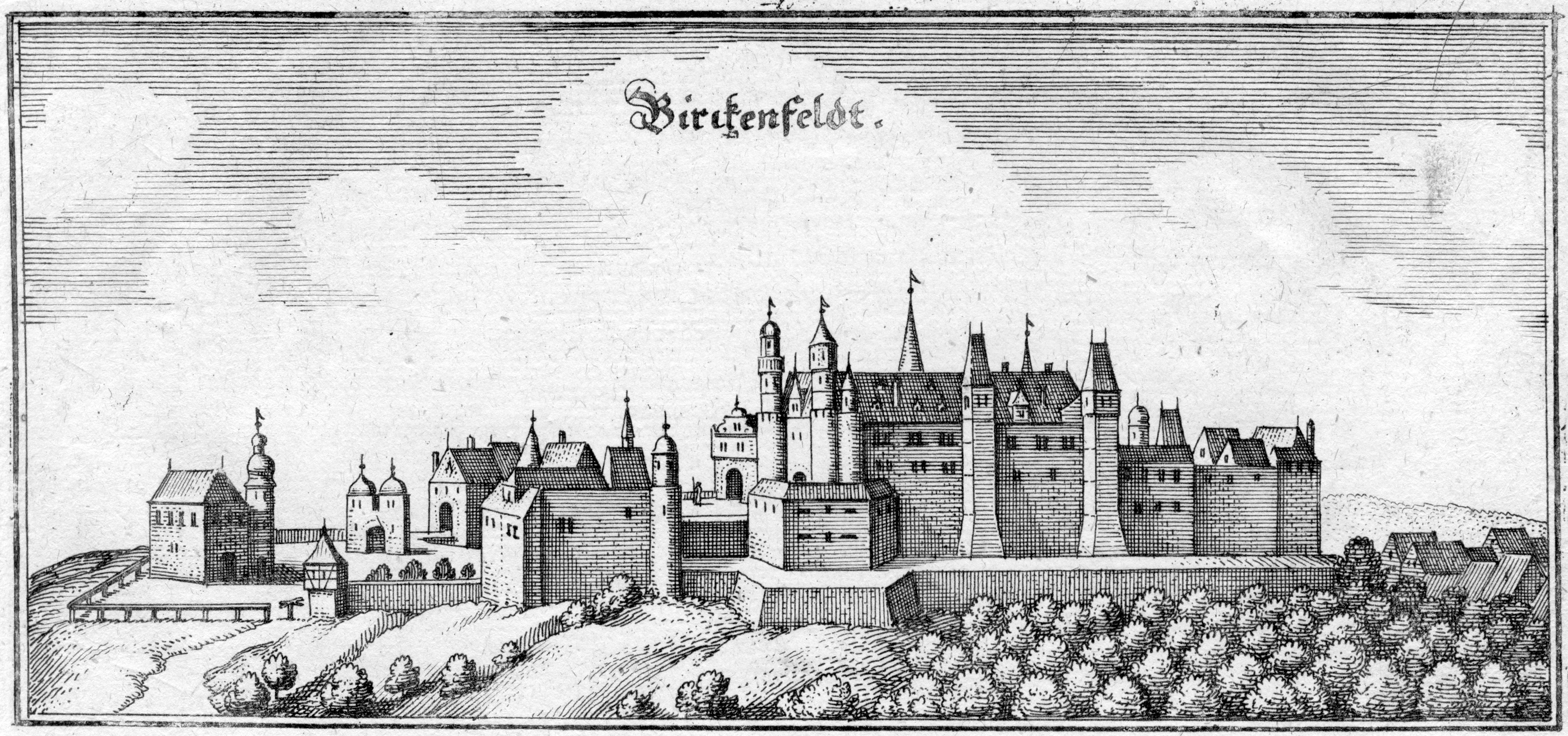
Schloss Birkenfeld (1645)

1584 wurde Birkenfeld schließlich zum Regierungssitz eines pfälzisch-wittelsbachischen Herzogs, denn Karl von Birkenfeld, jüngster Sohn des Herzogs Wolfgang von Pfalz-Zweibrücken, begründete die Seitenlinie Pfalz-Zweibrücken-Birkenfeld und nannte sich fortan Karl von Birkenfeld. Später stammen aus dieser Linie alle ab 1806 regierenden bayerischen Könige, also auch der Märchenkönig Ludwig II. Zudem ist Karl von Birkenfeld auch der direkte Ahnherr der späteren Kaiserin Elisabeth von Österreich.
Unter Karl wurde die mittelalterliche Sponheimer Burg zu einem mächtigen Renaissanceschloss ausgebaut. Unter seinem Sohn Georg Wilhelm von Birkenfeld erlebte das Birkenfelder Land einen Aufschwung, der allerdings durch den Dreißigjährigen Krieg unterbrochen wurde. Nach dem Tod Christians II. von Birkenfeld erbte dessen Sohn und Nachfolger Christian III. von Pfalz-Zweibrücken das Herzogtum Zweibrücken und verließ Birkenfeld. Das Schloss Birkenfeld verlor dadurch an Bedeutung; die Hofhaltung wurde um 1720 aufgelöst. Ab diesem Zeitpunkt dienten die Gebäude nur noch als Wohnungen für Beamte und als Speicher für Naturalsteuern.
Im Jahre 1776 endete die gemeinsame Herrschaft der Markgrafen von Baden und der Herzöge von Pfalz-Zweibrücken in Birkenfeld schließlich gänzlich. In der Folge wurde die Hintere Grafschaft Sponheim aufgeteilt, sodass für Birkenfeld nur noch die Markgrafen von Baden zuständig waren. Diese Herrschaft dauerte jedoch nur bis 1795 an. Letzter Graf in Birkenfeld war der spätere Kurfürst Karl Friedrich von Baden. Unter seiner Regierung wurde die Leibeigenschaft abgeschafft und das Birkenfelder Land erlebte einen gewaltigen wirtschaftlichen und kulturellen Aufschwung. Als die Franzosen 1795 die linksrheinischen Gebiete zugesprochen bekamen, mussten die badischen Beamten Birkenfeld verlassen und der Ort wurde französisch.
Während der französischen Herrschaft diente die Burg hauptsächlich als Herberge für französische Truppen und Beamte. Im Sommer 1799 gab es in der Burg einen missglückten Überfall der sogenannten Birkenfelder Bande, von der acht Mitglieder der Räuberbande später in Trier hingerichtet wurden. Die Gebäude des Birkenfelder Schlosses wurden 1807 von den Franzosen versteigert, worauf ein Pariser Händler sie kaufte und an Einheimische in Birkenfeld, Rinzenberg, Dienstweiler und Hoppstädten weiterverkaufte. Die Steine der inzwischen verfallenden Bauwerke wurden zum Bau von Häusern in Birkenfeld verwendet.
Heute stehen von der Burg nur noch einige kleine Teile darunter auch das frühere Burggasthaus „Zum ledigen Waidsack“ und das Torhaus. Auf den Grundmauern des ehemaligen Pfarrhauses wurde bis 1926 eine Jugendherberge errichtet, die jedoch 1976 wieder geschlossen wurde; seither dient das Gebäude als Gemeinschaftshaus.
Bis 1933 war Burg Birkenfeld eine selbstständige Ortschaft.

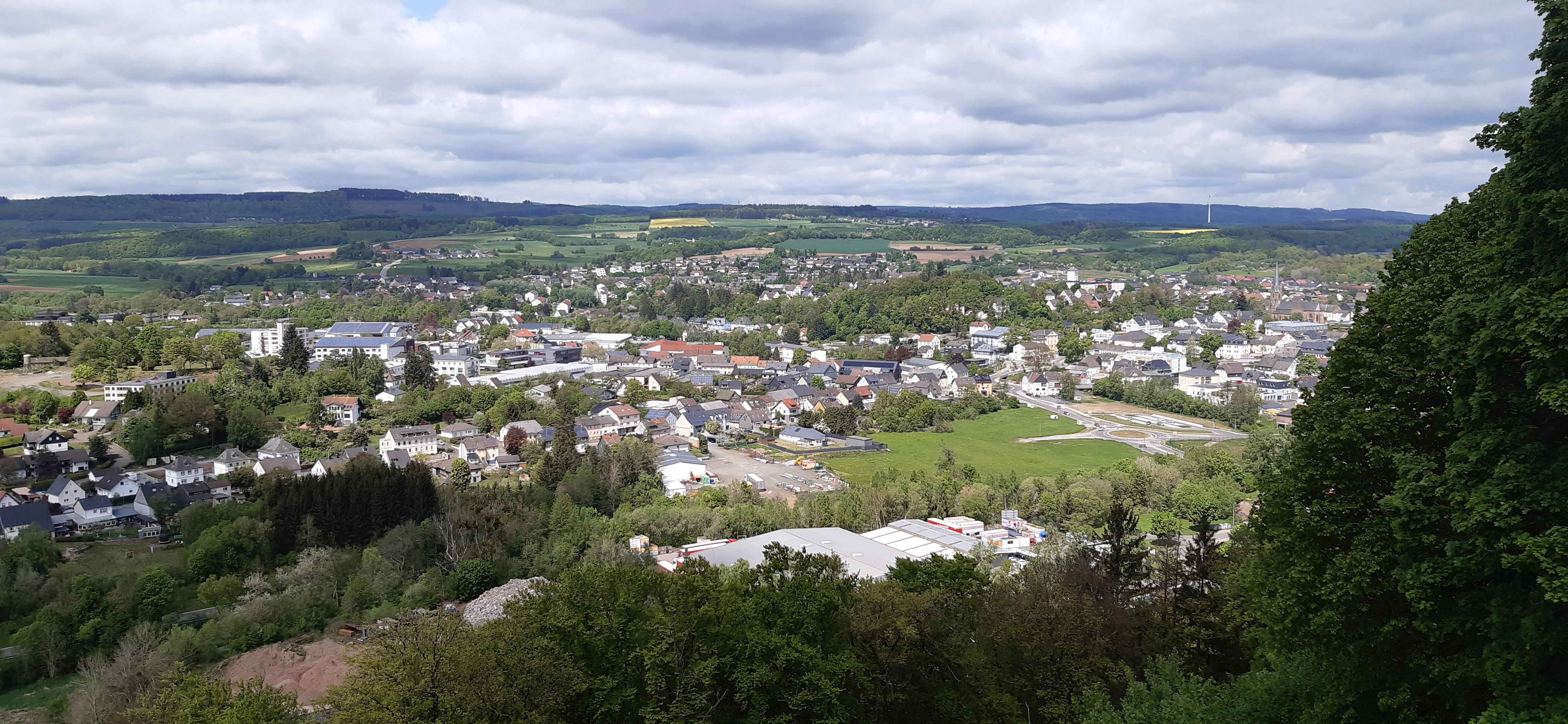
Blick vom Aussichtsturm auf Birkenfeld
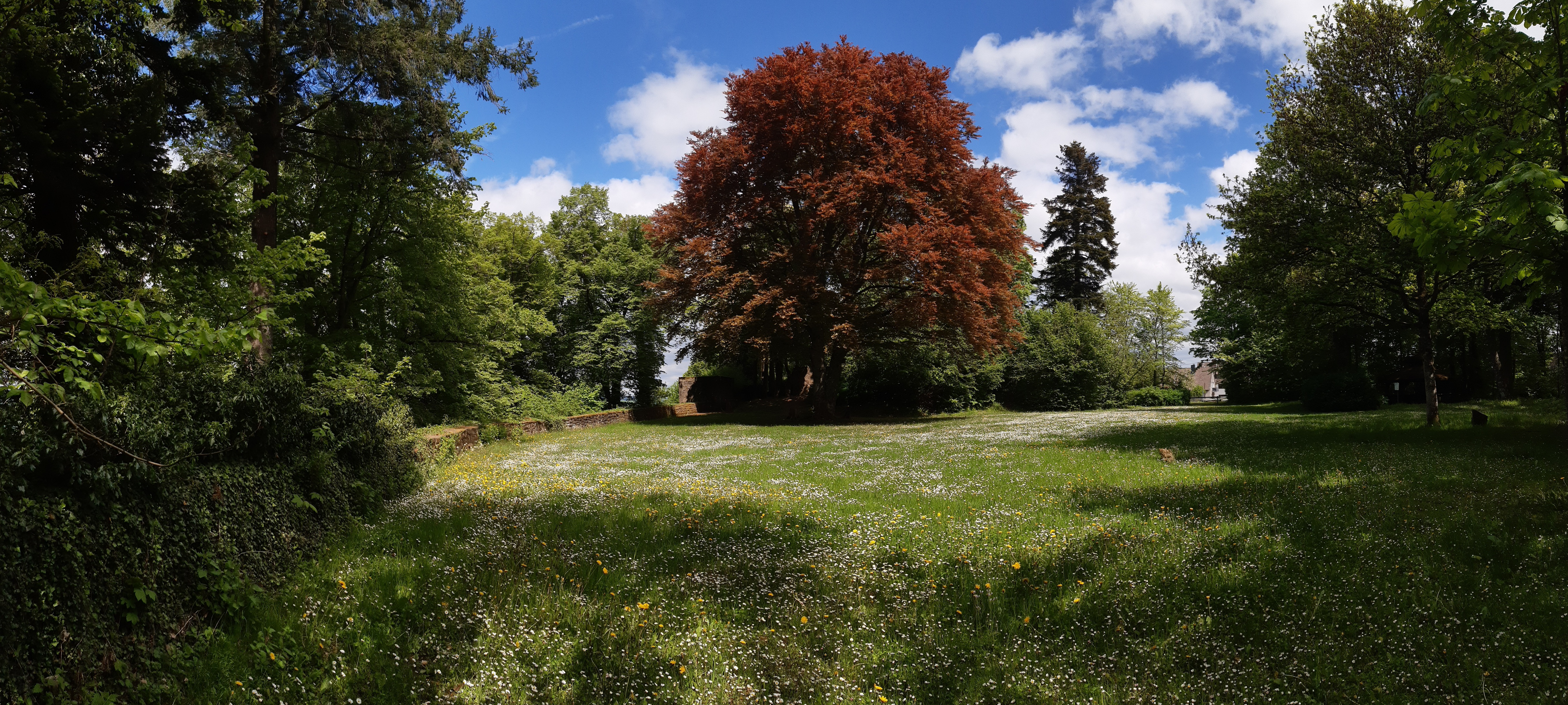
Südwestliches Hauptburggelände mit Ringmauerresten
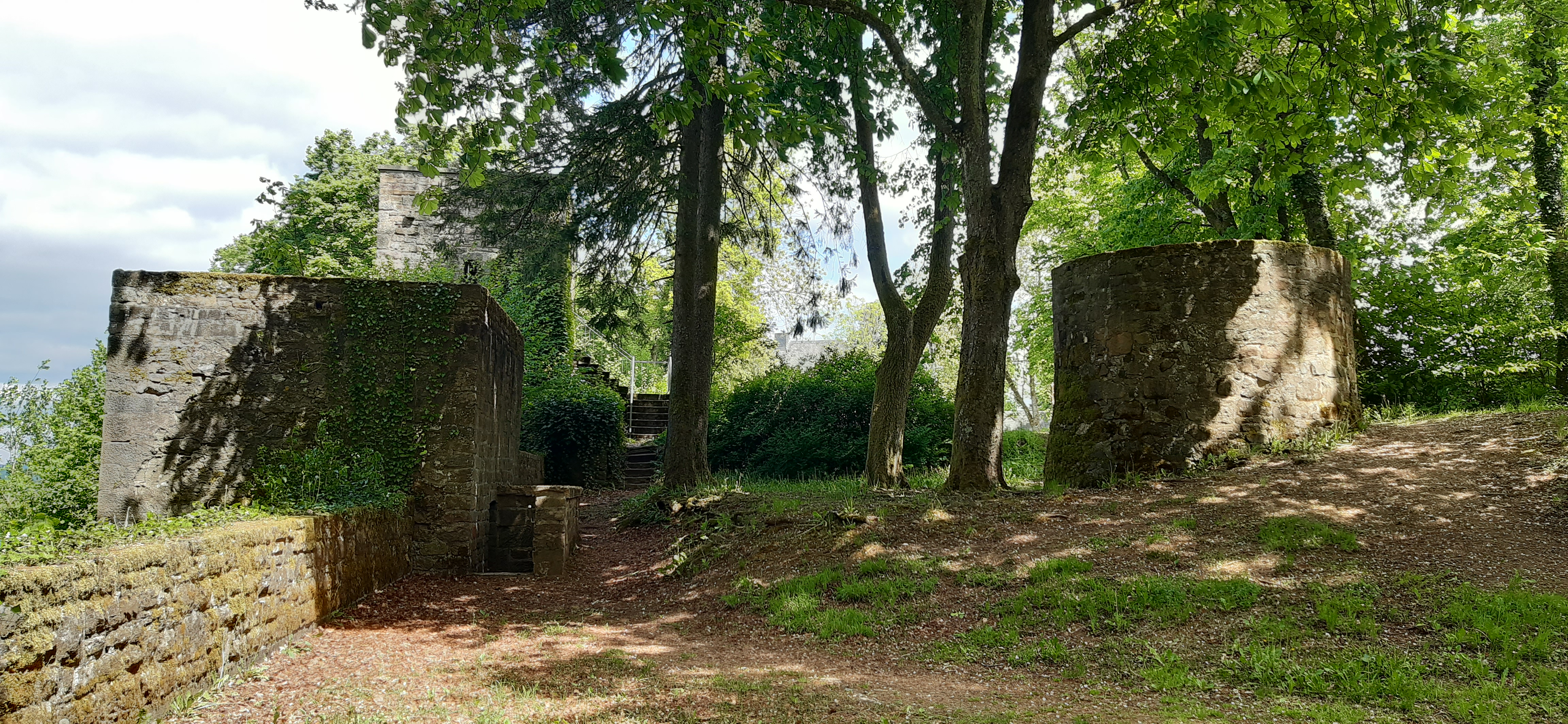
Nördliches Burggelände mit viereckigem Turm in der Ringmauer, Aussichtsturm und Brunnen
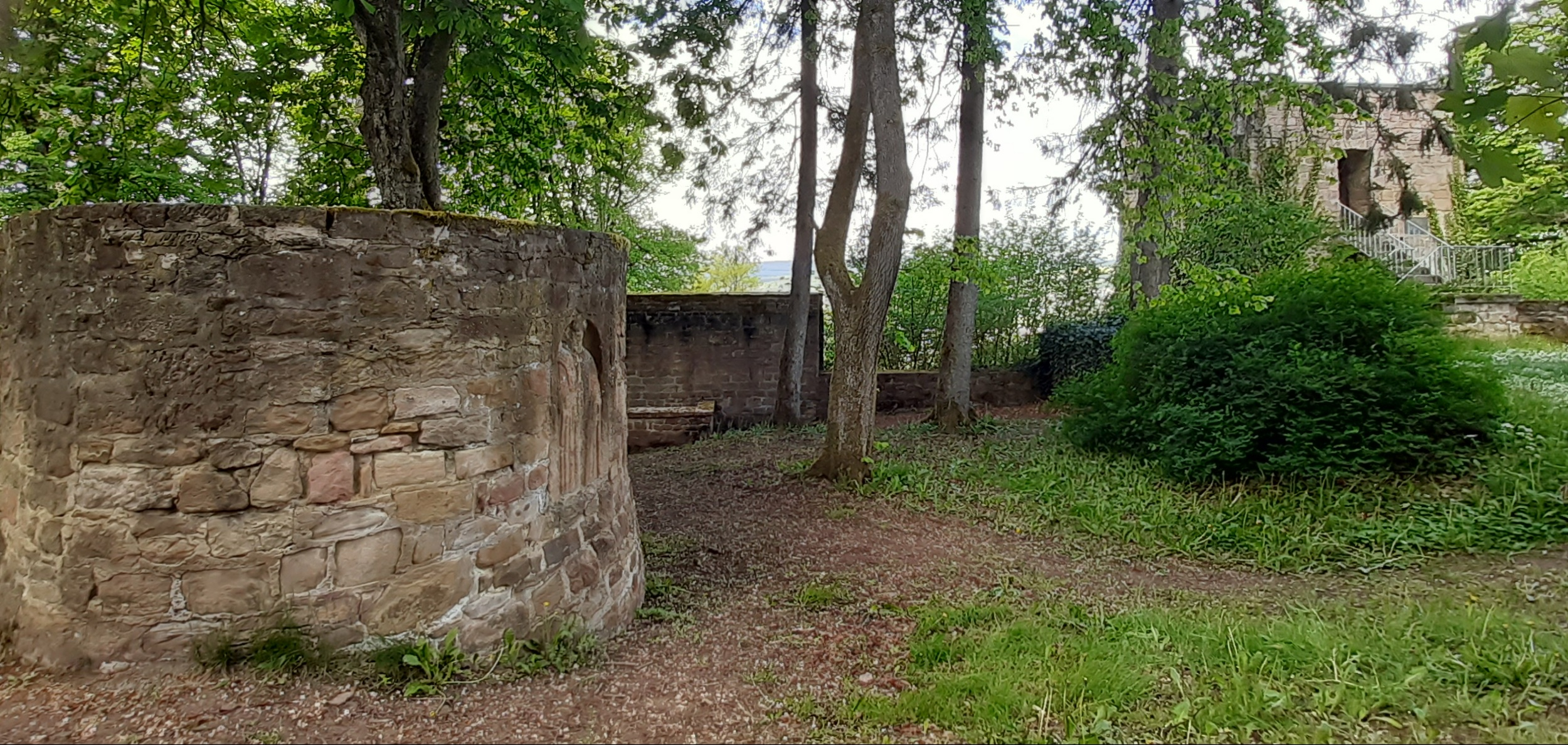
Blick Richtung Norden nach Birkenfeld
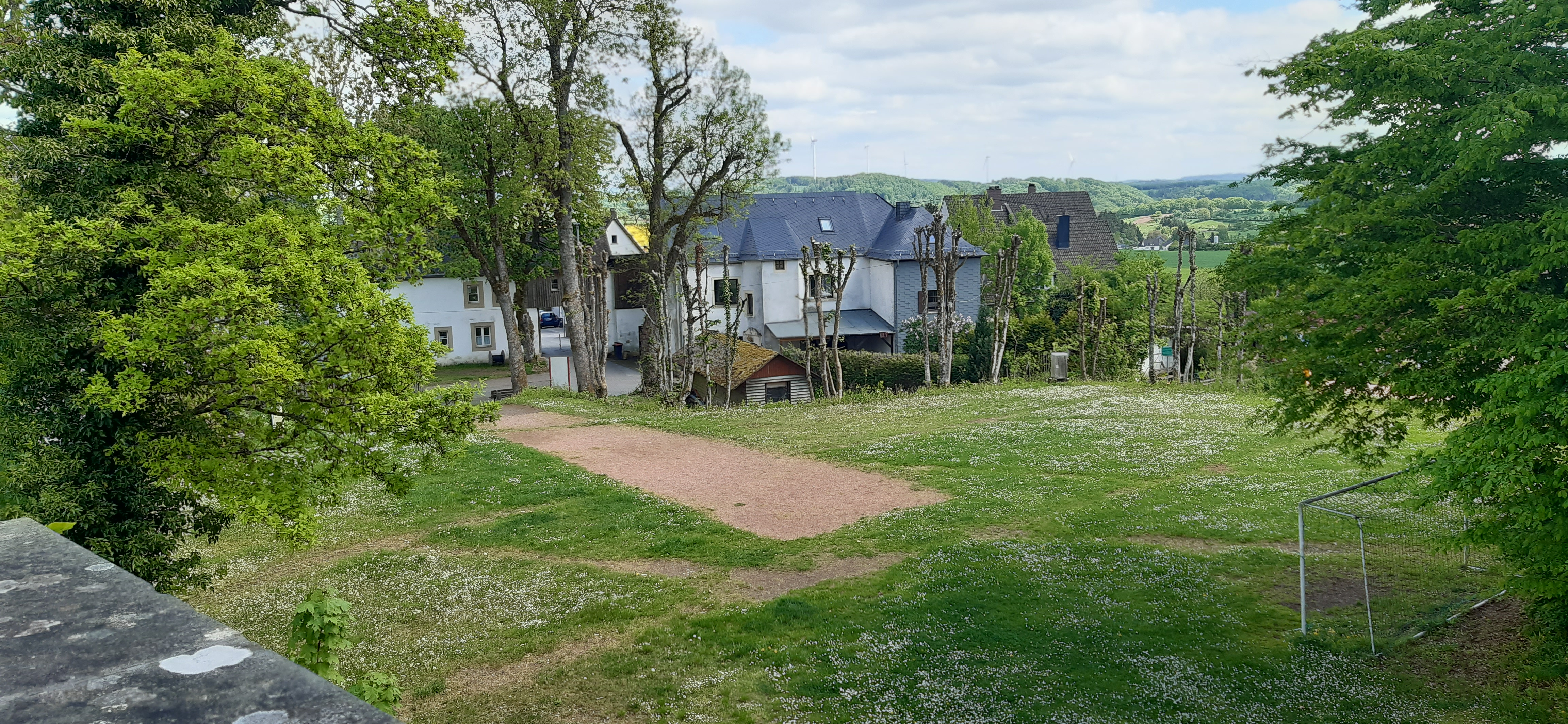
Blick auf das nordöstliche Burgelände Richtung Torhaus
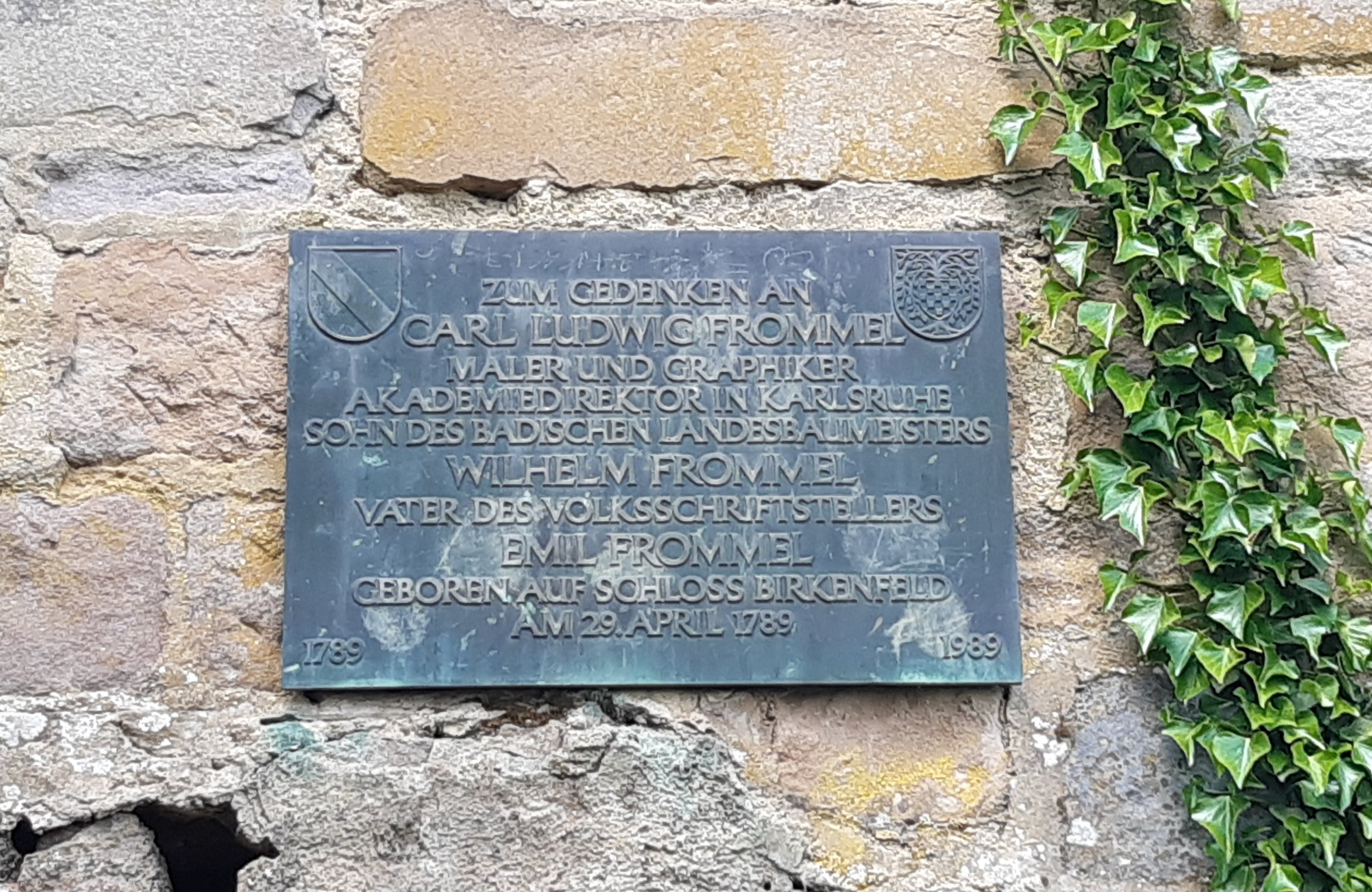
Die Gedenktafel für Carl Ludwig Frommel am Aussichtsturm
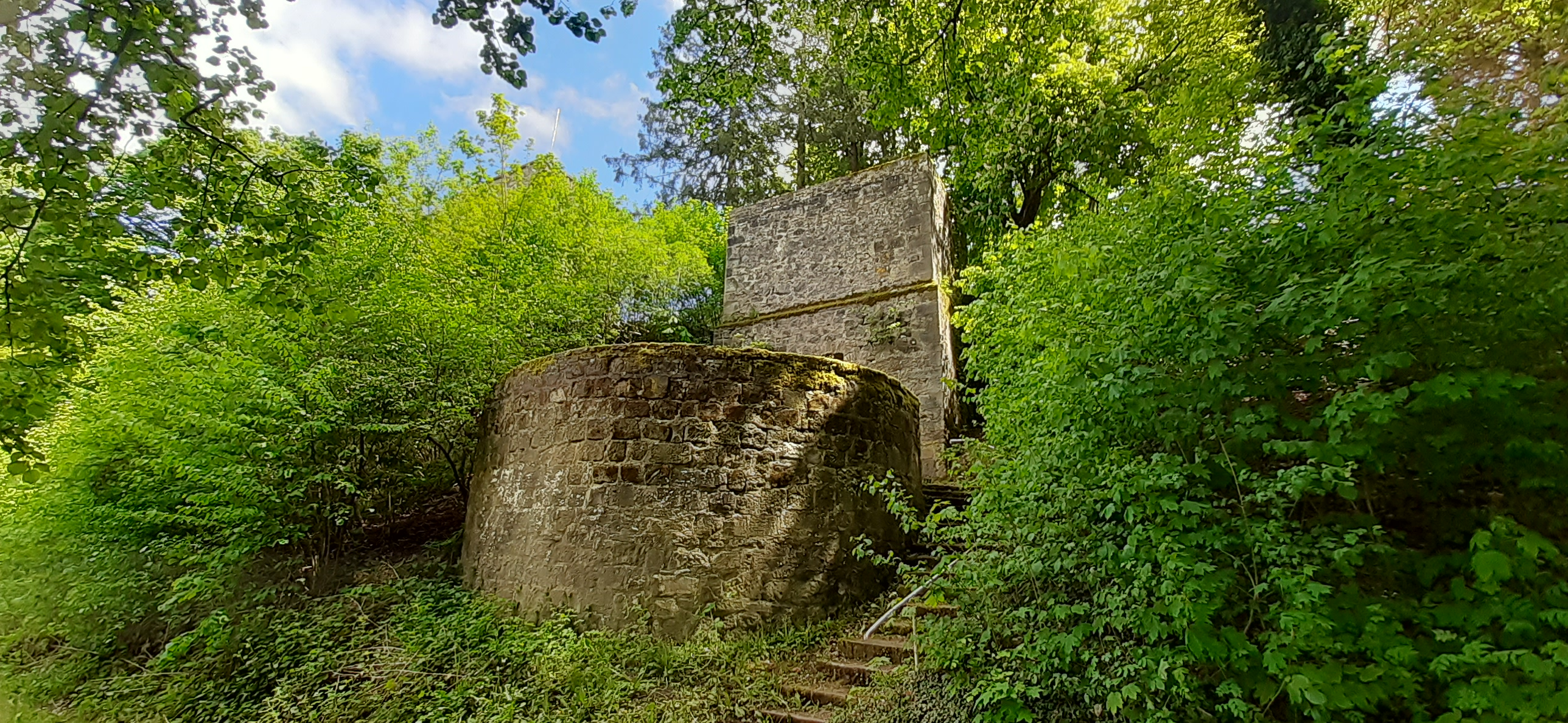
Turm in der Ringmauer mit vorgelagerter kleiner Bastion
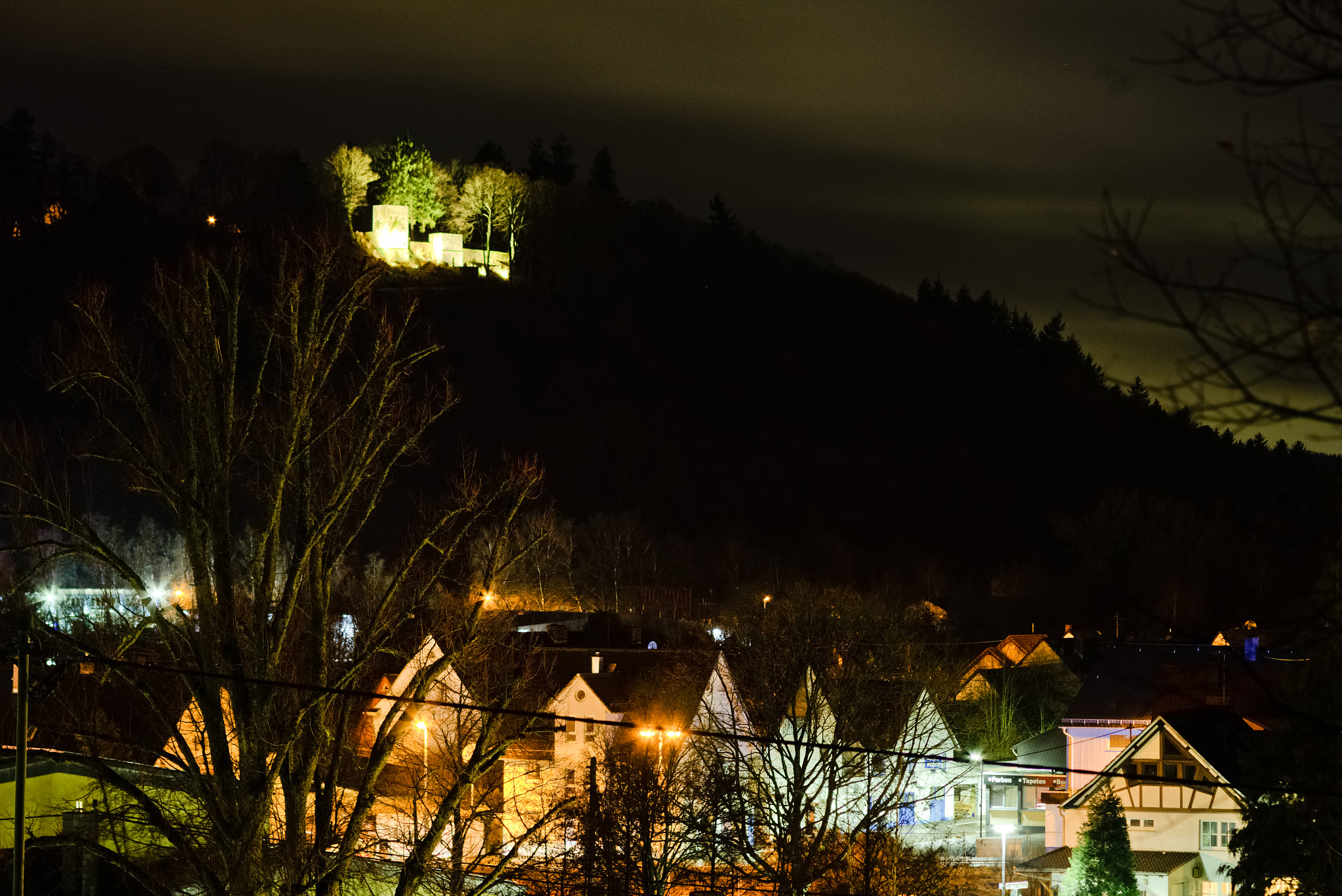
Beide Türme bei Nacht
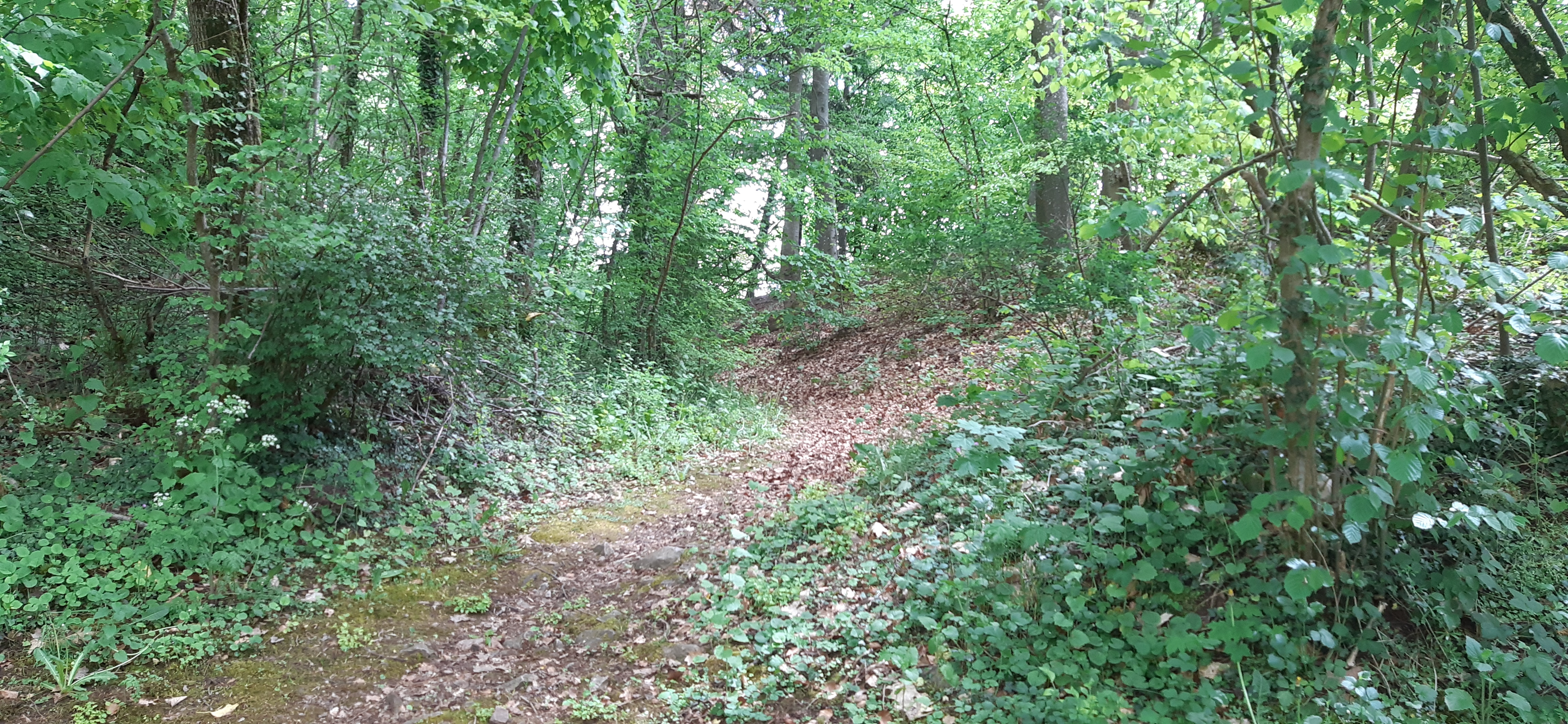
Der verlandete Halsgraben im Südwesten; rechts das Vorburggelände
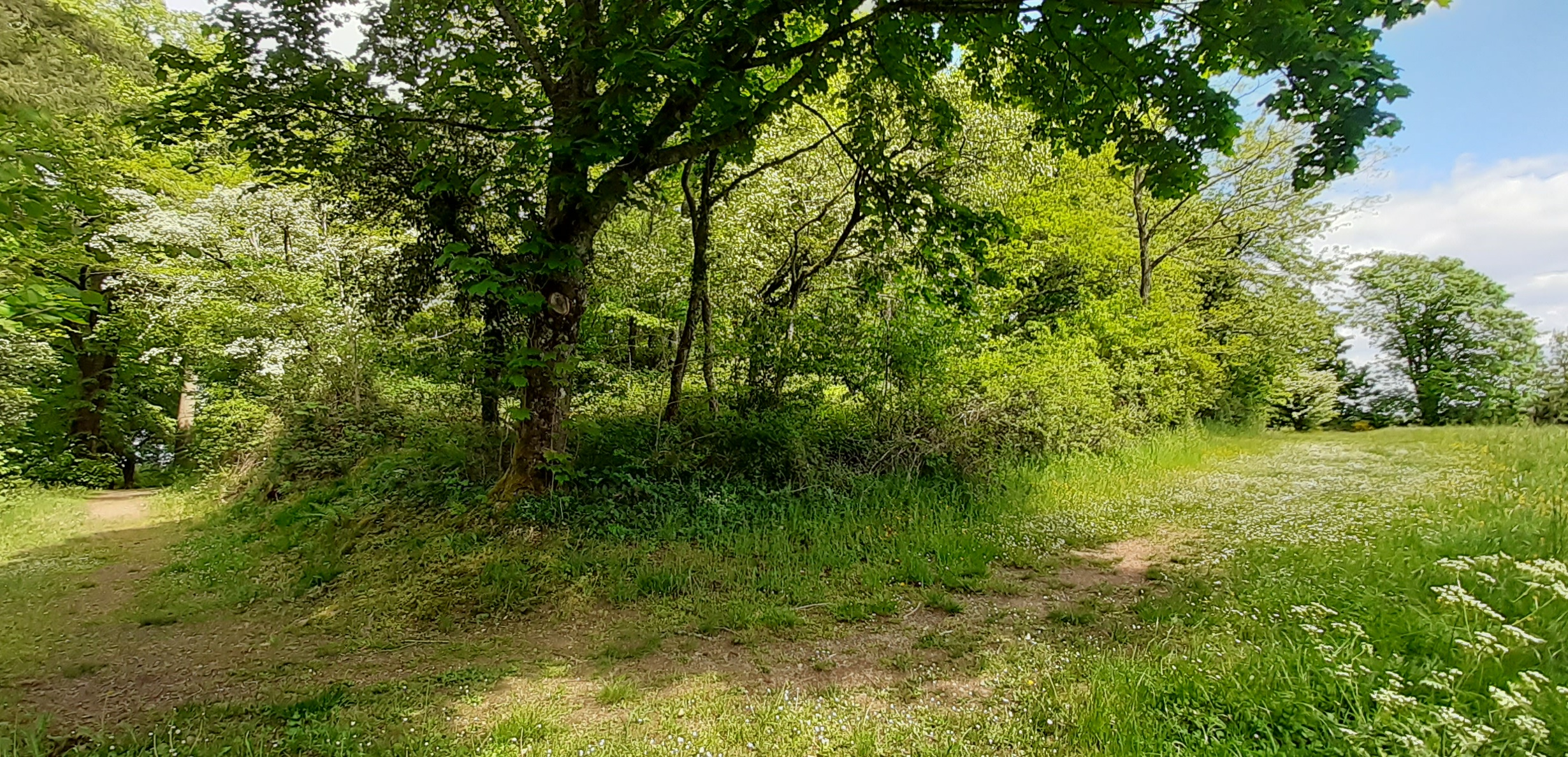
Panorama des Vorburggeländes
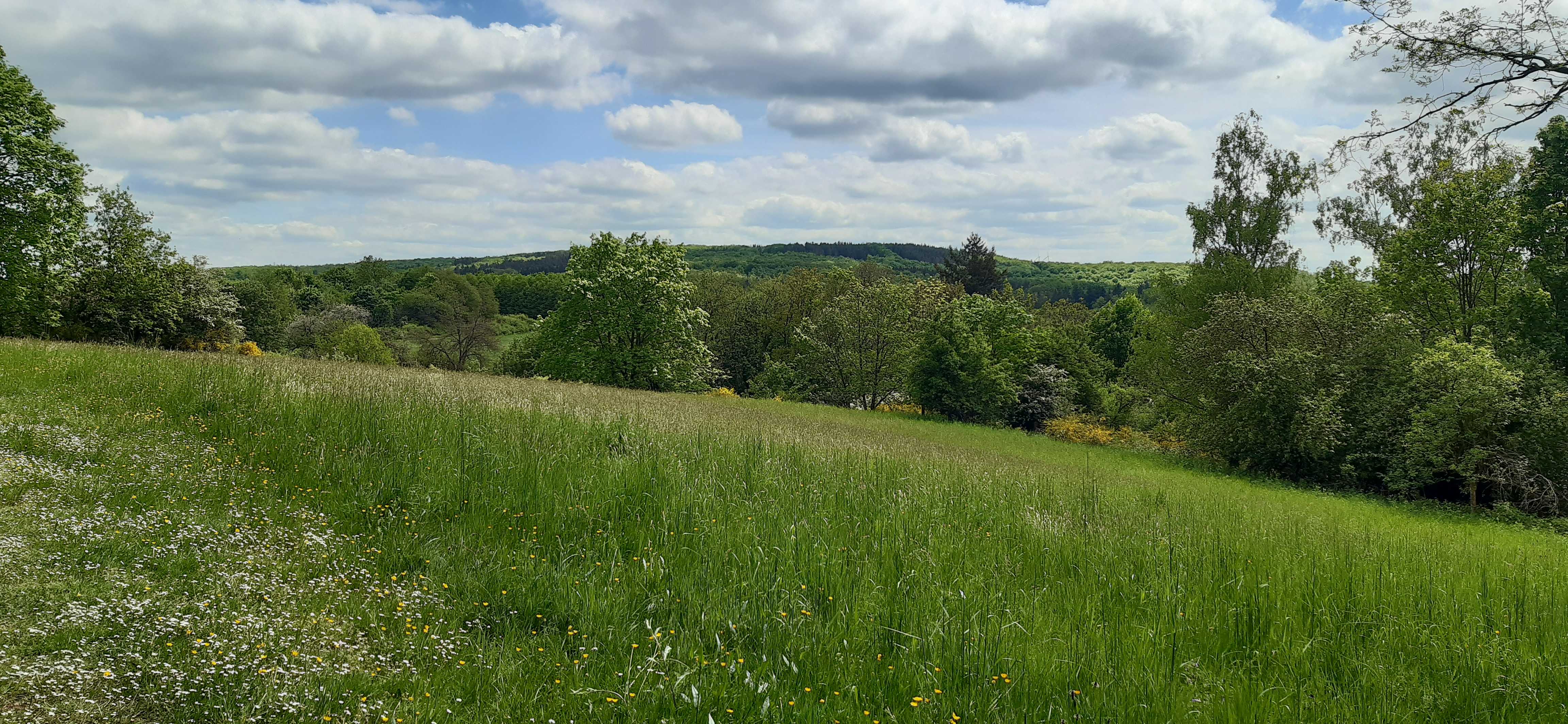
Blick vom Vorburggelände in die Landschaft
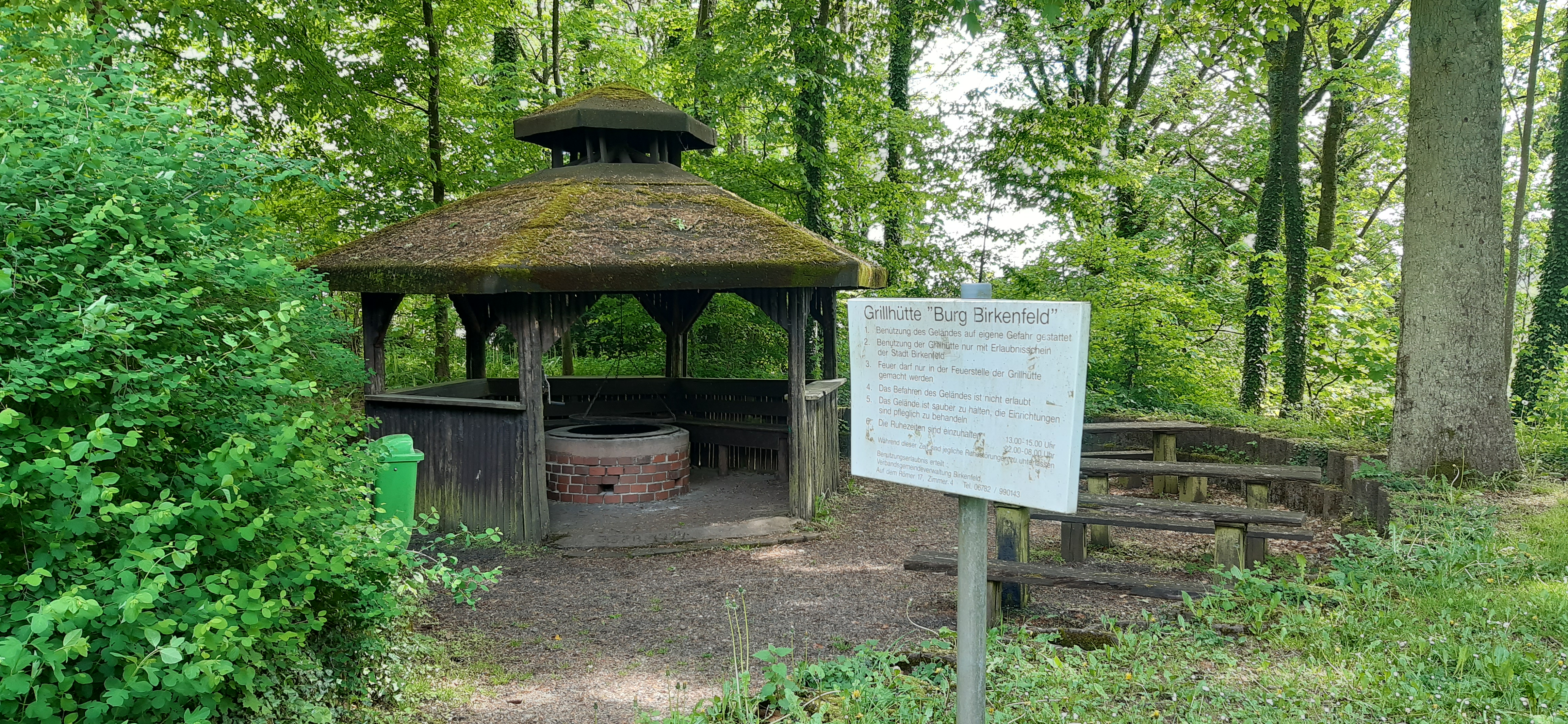
Grillplatz im Osten des Burggeländes

## Beschreibung
Das noch erhaltene Torhaus ist ein Zeuge der bewegten Geschichte der Burg. Es wurde in den letzten Jahren von privater Seite komplett renoviert und dient heute als Wohnhaus. Über dem Tor sind in einer Kartusche die Namen der 11 gefallenen Soldaten von Burg Birkenfeld aus dem Ersten Weltkrieg und der Spruch „Steh Enkel und lies mit Ehrfurcht die Namen“ eingraviert. Im Durchgang befindet sich eine holgeschnitzte Informationtafel; zu Beginn des Burggeländes eine große Informationstafel mit Wissenswertem zur Birkenfelder Burggeschichte.
Zu den Resten der Burg gehört auch der sogenannte Aussichtsturm. Dieser Turm bietet einen weiten Ausblick über Birkenfeld und den Schwarzwälder Hochwald. Es war mehrfach geplant, den Turm aufzustocken, doch dies wurde bisher aus Gründen des Denkmalschutzes und fehlender Finanzierung nicht realisiert.
Auf dem Gelände befindet sich auch ein Brunnen. Dieser war jahrzehntelang verschüttet und wurde erst 1985 wieder freigelegt und restauriert. Der heute 25 m tiefe Brunnen soll ursprünglich fast 63 m tief gewesen sein.
An der nördlichen Seite sind weite Teile der Ringmauer erhalten. In dieser befindet sich neben dem Aussichtsturm ein viereckiger Turm mit Zugang zu einem vorgelagerten bastionsartigen Rest eines Halbschalenturms. Am südwestlichen Ende der Burg trennt ein heute als Weg begehbarer Halsgraben das große Burggelände von einer kleinen Vorburg. Über einen Wanderweg kann man etwa drei Viertel der Burg umlaufen. Das Burggelände ist vollständig begehbar und an seinem südlichen Teil wurde ein Grillplatz eingerichtet.

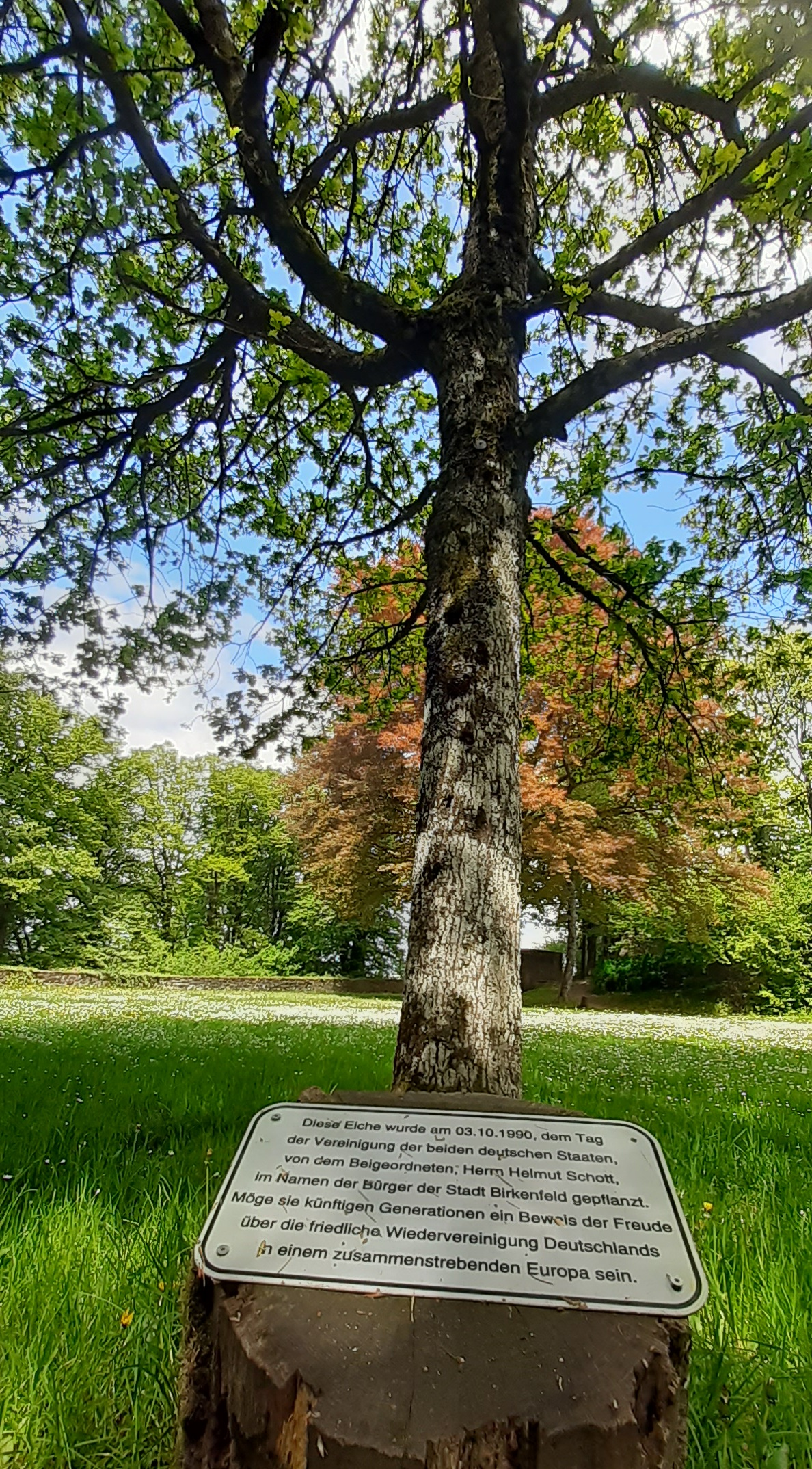
Gedenkeiche zur Wiedervereinigung
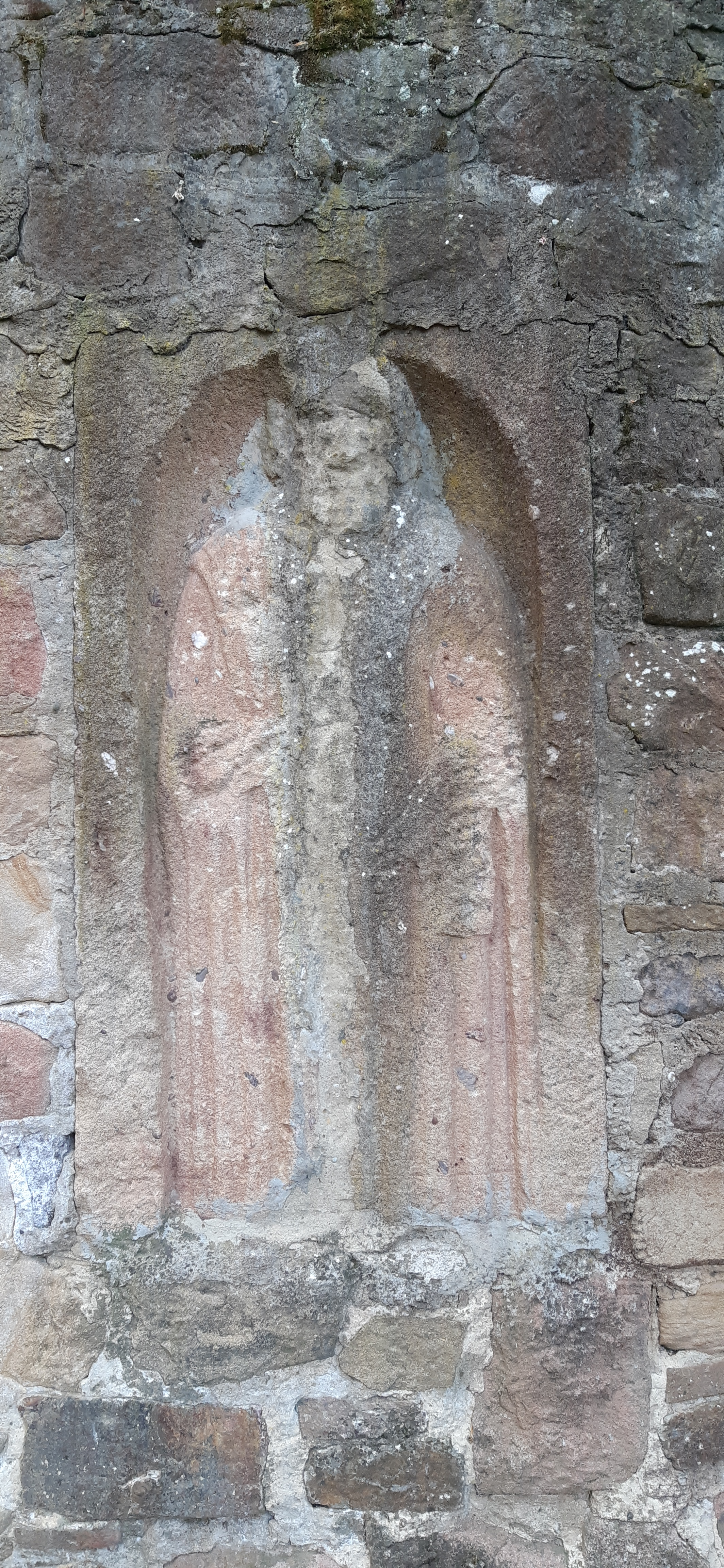
Verwitterte Sandsteinfigur
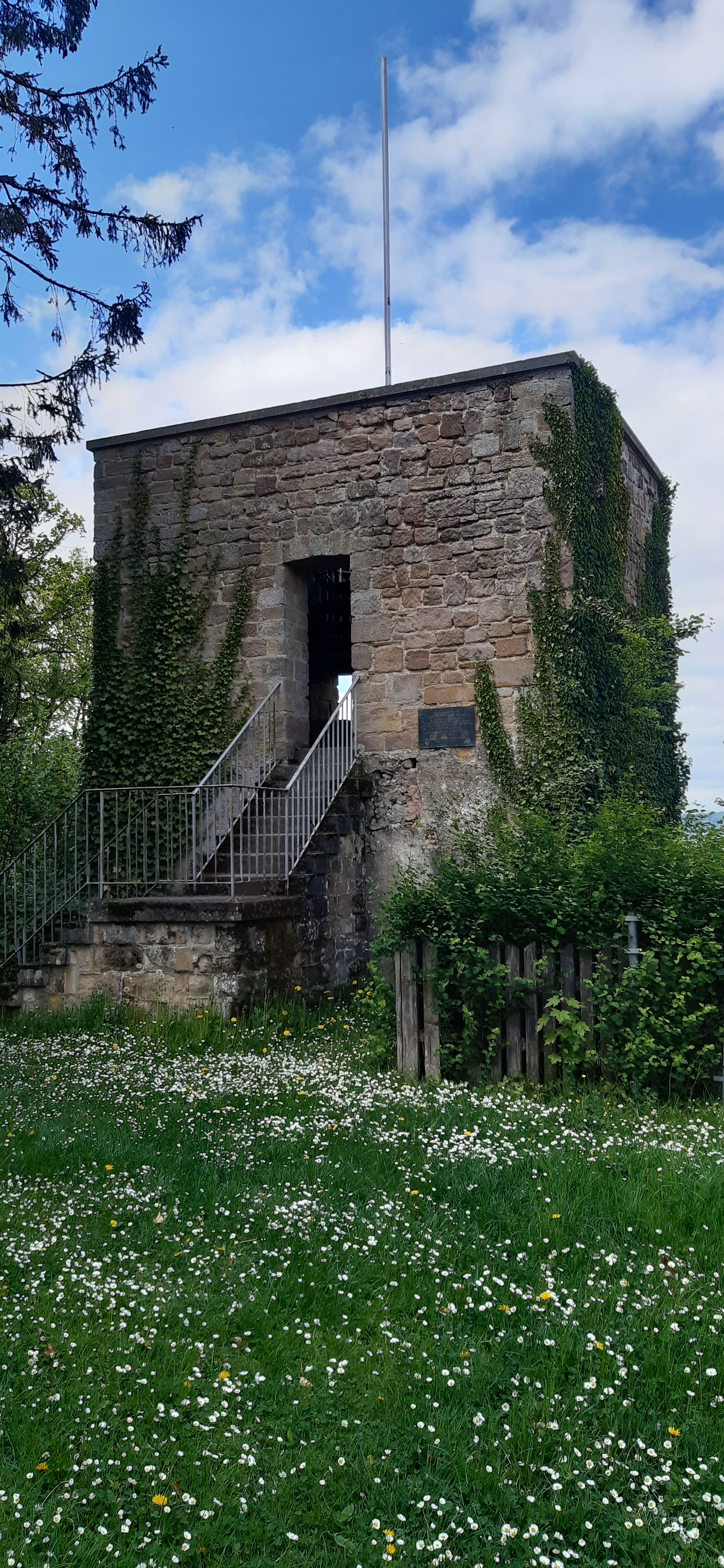
Aussichtsturm
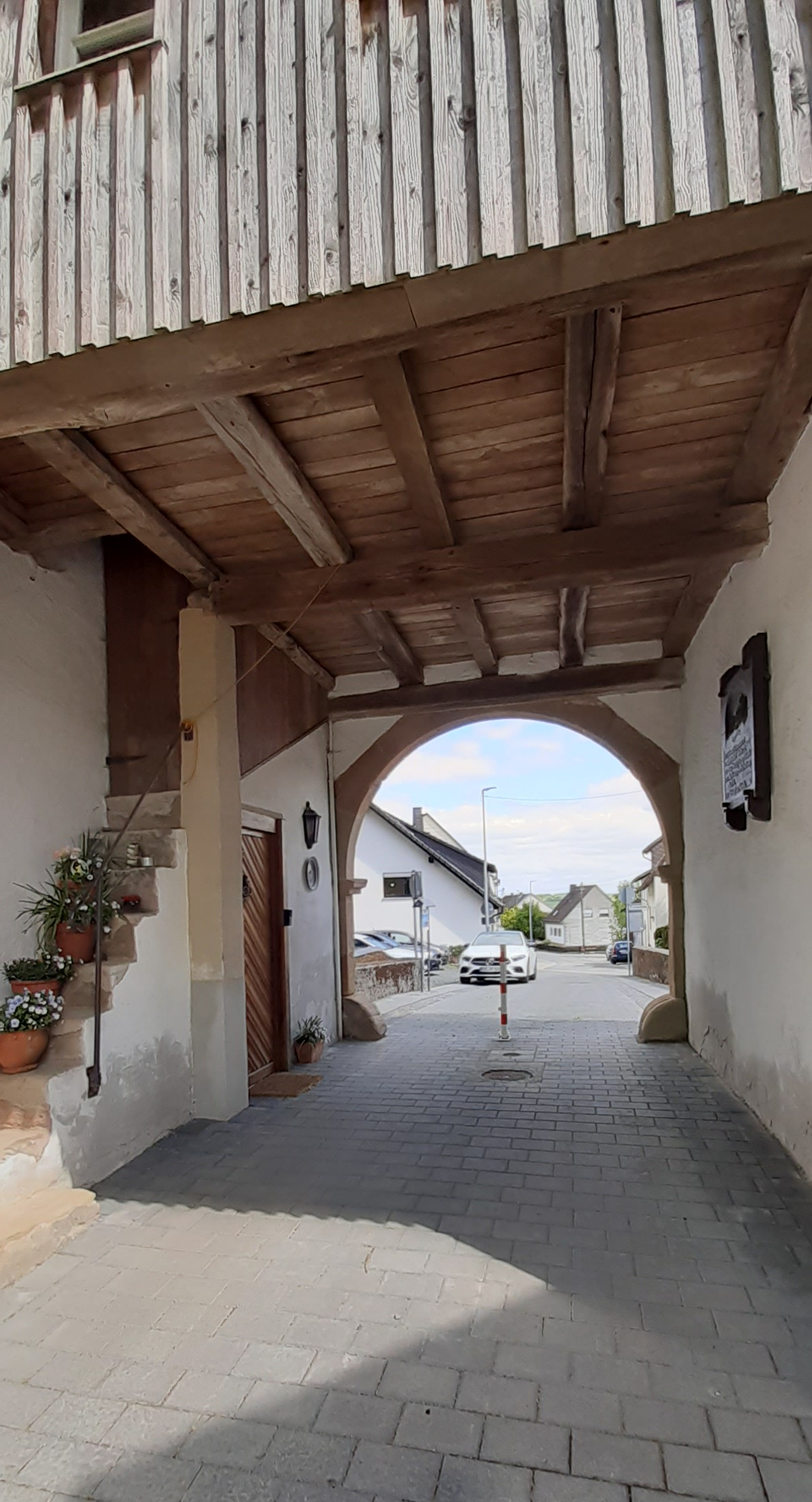
Durchgang im Torhaus
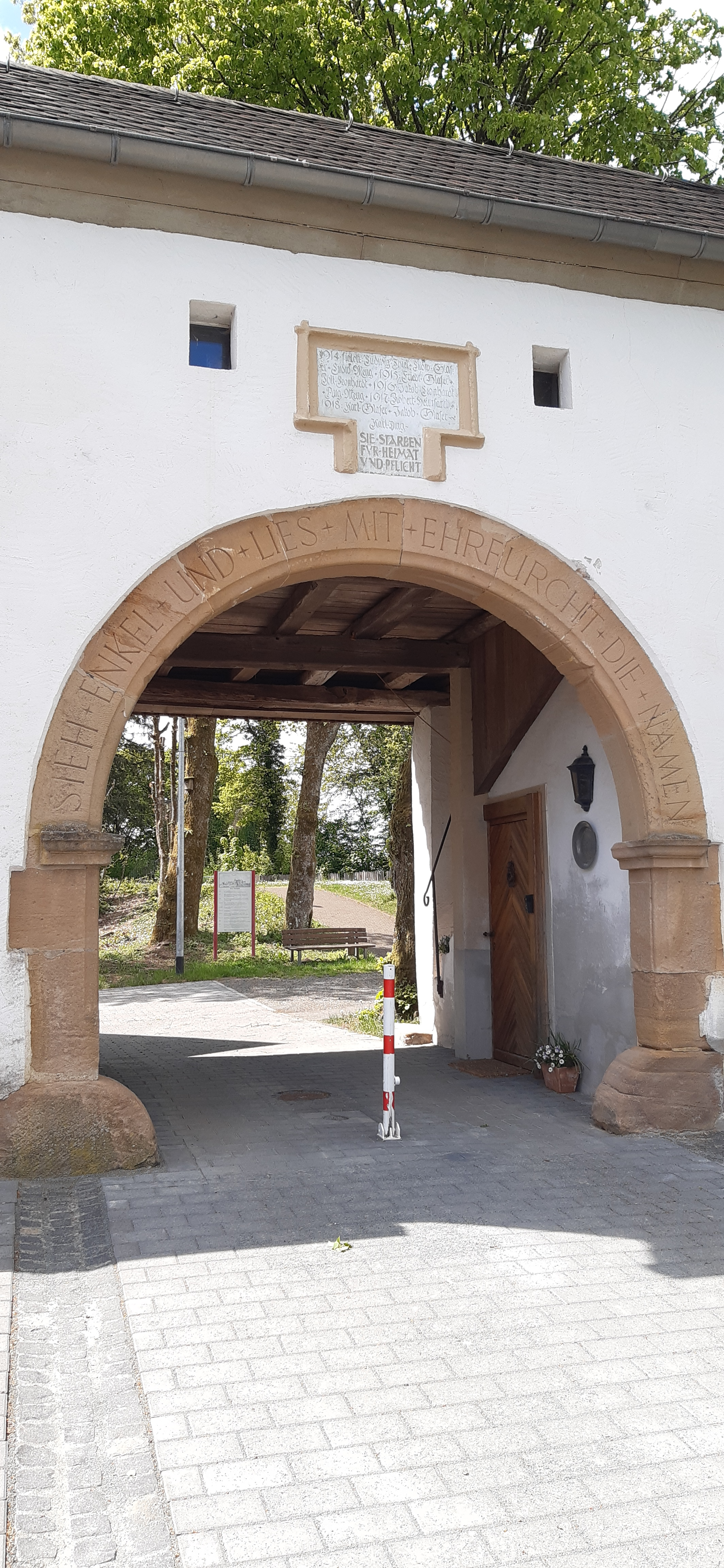
Außenportal des Torhauses
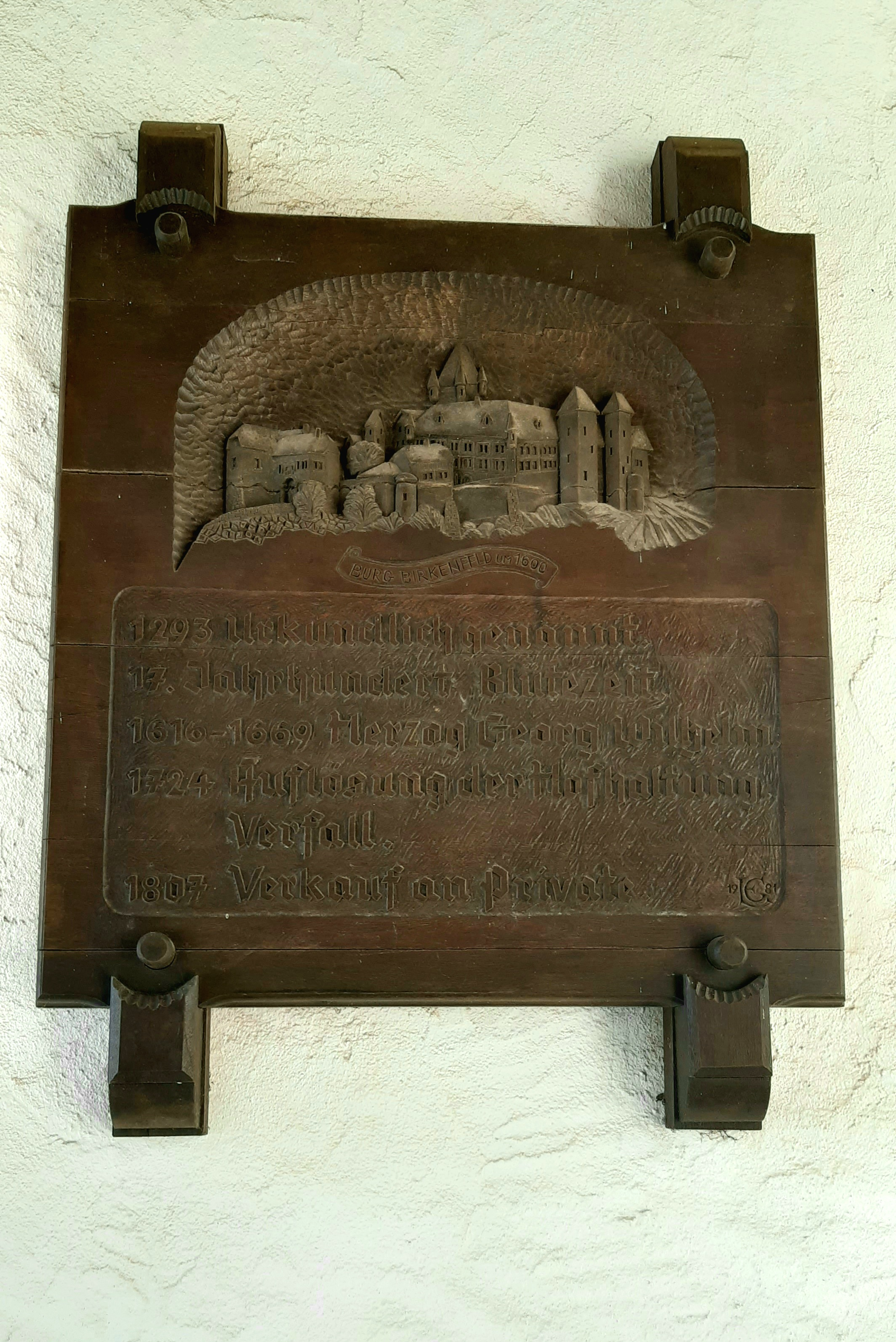
Geschnitzte Informationstafel
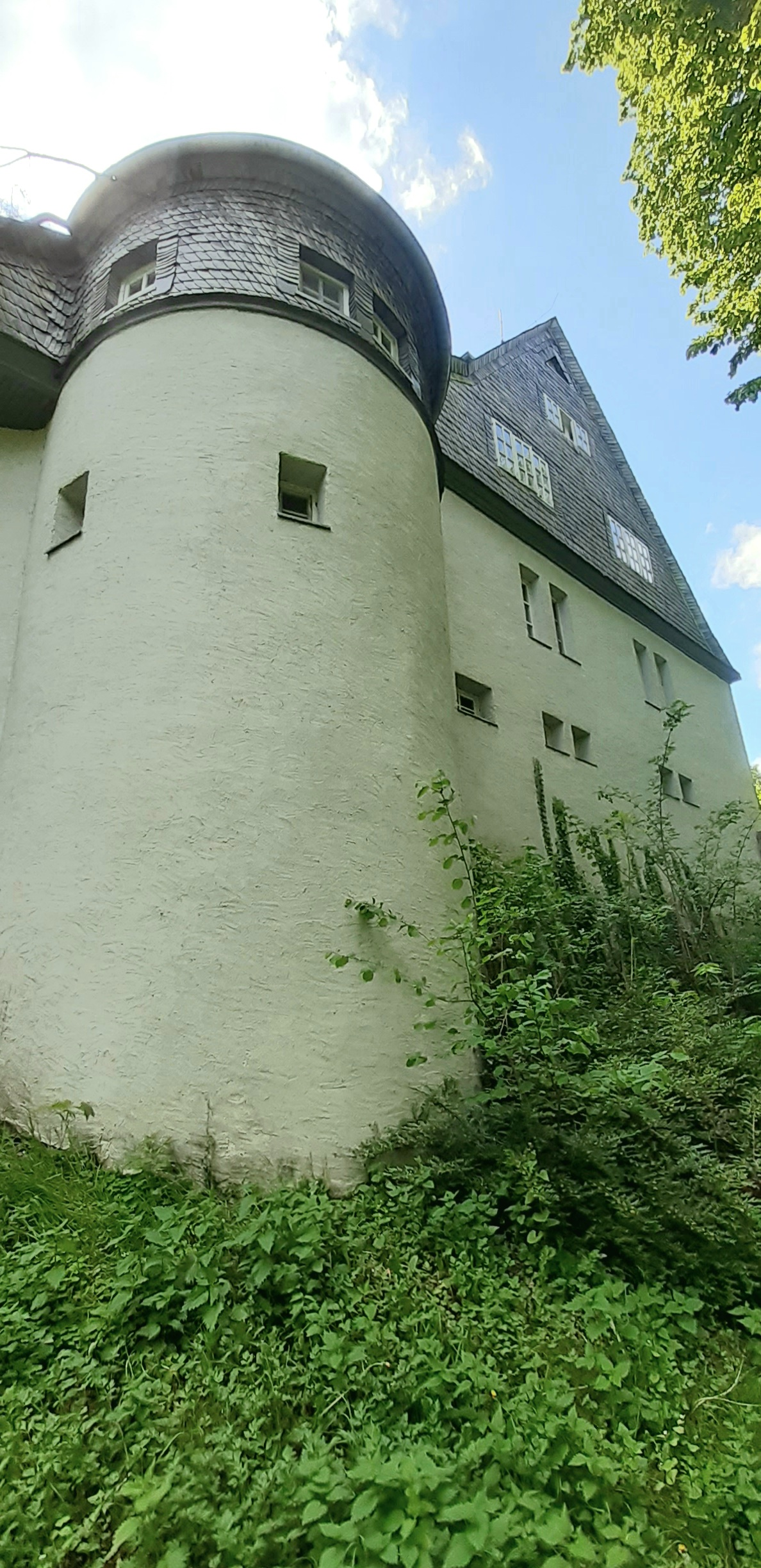
Angriffsseite des Jugendherbergs-baues mit Turm
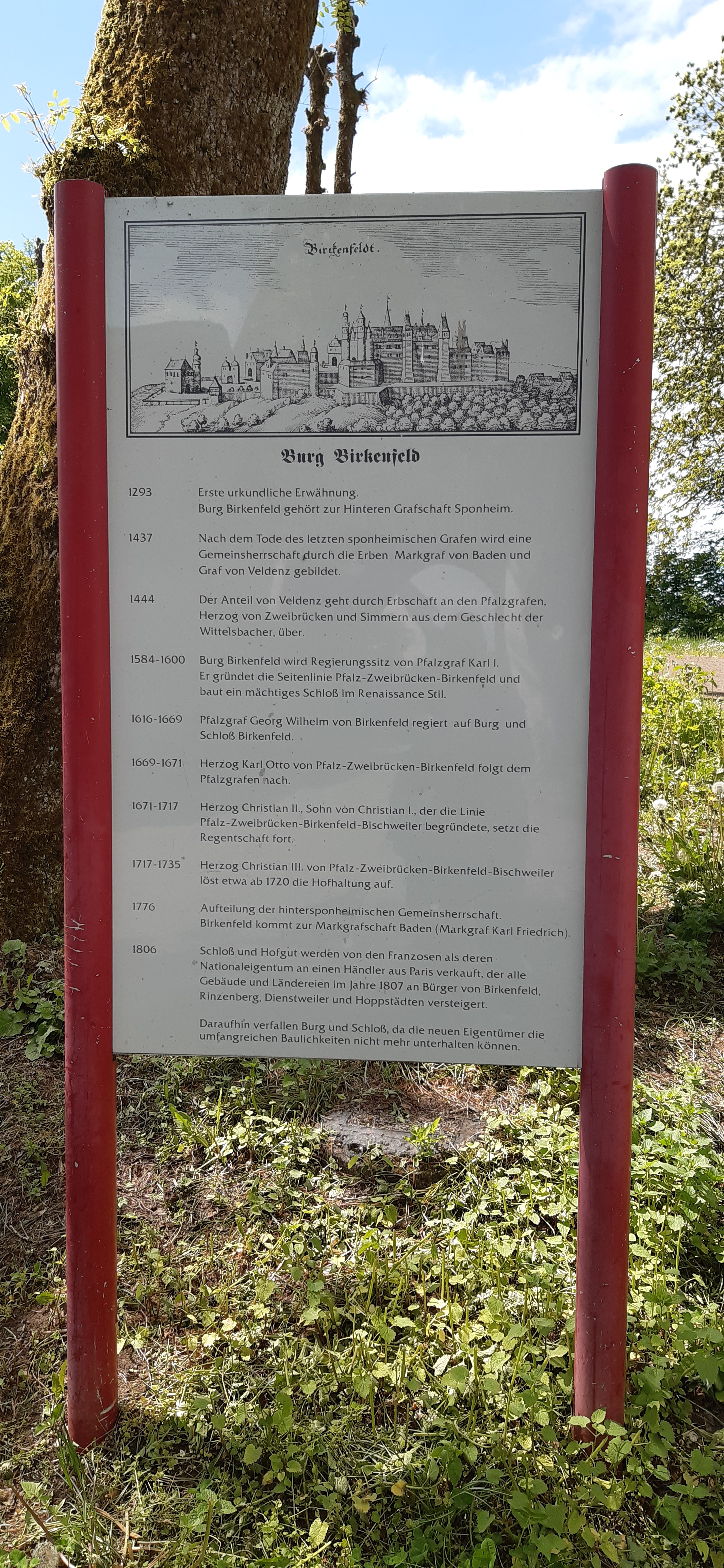
Informationstafel